# جردن میلو
جردن میلو (انگلیسی: Jordan Millot؛ زادهٔ ۲۳ اکتبر ۱۹۹۰) بازیکن فوتبال اهل فرانسه است.
از باشگاه‌هایی که در آن بازی کرده‌است می‌توان به باشگاه فوتبال کلرمون فوت اشاره کرد.